# Pectinodon bakkeri
Pectinodon bakkeri es la única especie conocida del género extinto Pectinodon de dinosaurio terópodo trodóntido que vivió a finales del período Cretácico, hace 66 millones de años, durante el Maastrichtiense, en lo que es hoy Norteamérica. Hasta el momento solo se conoce una especie, Pectinodon bakkeri, a veces clasificada como Troodon bakkeri, conocida solo a partir de dientes, así como fragmentos de esqueletos juveniles y cascarones de huevos fosilizados.
En 1982, Kenneth Carpenter nombró a varios dientes de terópodos de la Formación Lance de Wyoming como la especie tipo Pectinodon bakkeri. EL nombre del género se deriva del latín pecten, "peine", y el griego ὀδών, odon, "diente", en referencia a los dentículos parecidos a los de un peine en el borde posterior de los dientes. El nombre de la especie honra a Robert Thomas Bakker.
El holotipo, UCM 38445, consiste de un diente de 6,2 milímetros de largo. Los paratipos incluyen otros dientes y también la parte frontal un dentario y la inferior de un neurocráneo. En 1985 Lev Nesov nombró a una segunda especie: Pectinodon asiamericanus basada en el espécimen CCMGE 49/12176, un diente de la Formación Khodzhakul de Uzbekistán, que data del Cenomaniense. Este es considerado frecuentemente como un nomen dubium. Aunque la diferencia en la edad y distancia, hace que sea vista como invalida.
Aunque históricamente ha sido considerado sinónimo con Troodon y más precisamente con la especie Troodon formosus, Currie et al. en 1990 notaron que los fósiles de P. bakkeri de la Formación Hell Creek y la Formación Lance podría pertenecer a una especie distinta. En 1991, George Olshevsky asignó los fósiles de la Formación Lance a la especie Troodon bakkeri. En 2011, Zanno et al. revisaron la convulsionada historia de las clasificaciones de los trodóntidos del Cretácico Superior de Norteamérica. Ellos siguieron la propuesta de Longrich (2008) de tratar a Pectinodon bakkeri como un género válido, y notaron que es probable que los varios especímenes del Cretácico actualmente asignados a Troodon formosus casi con seguridad representan numerosas nuevas especies, pero se requiere una revisión más exhaustiva de los especímenes en cuestión.
En 2013 Currie y Derek Larson concluyeron que Pectinodon bakkeri era válido y que sus dientes pueden ser hallados tanto en la Formación Lance como en la contemporánea Formación Hell Creek. Algunos dientes de la más antigua Formación Dinosaur Park del Campaniense no pueden ser diferenciados estadísticamente de estos, probablemente debido al tamaño insuficiente de la muestra, y fueron referidos como cf. Pectinodon.